# Winnenden
Winnenden – miasto w Niemczech, w kraju związkowym Badenia-Wirtembergia, w rejencji Stuttgart, w regionie Stuttgart, w powiecie Rems-Murr, siedziba związku gmin Winnenden. Leży ok. 8 km na północny wschód od Waiblingen, przy drodze krajowej B14.
11 marca 2009 doszło do masakry w miejscowej szkole realnej (Albertville-Realschule). 17-letni uczeń zastrzelił w Winnenden i Wendlingen am Neckar 15 osób, po czym popełnił samobójstwo.